# 함박 김씨
함박 김씨(咸博金氏)은 경상북도 청도군을 본관으로 하는 한국의 성씨이다.

## 개요
김해김씨향화공세보(金海金氏向化公世譜)에 따르면, 김성인(金誠仁:사여모沙汝某)은 선조 25년, 1592년 임진왜란 때 일본군의 좌부장(左部將) 김충선(金忠善:사야가沙也可)와 함께 조선에 귀화하였다. 조선왕조실록에 따르면 조선 조정은 여진족을 방비하기 위해 북방 국경 지역에 항왜 8천~만여명을 배치했다고 한다. 8천~만여명은 공식 기록이며, 실제 항왜의 정확한 통계는 정확하데 전하지 않는다. 김성인이 많은 전공을 세웠으며, 경상도 병마절도사 박진(朴晋)이 그의 공적을 특별히 계문(啓聞)하자, 선조는 김성인에게 관(冠)을 하사하였다.
김성인은 1603년(선조 36년) 자원하여 북방 경비에 나가 공을 세웠으며, 광해군은 음식을 베풀어 위로하고 김씨(金氏)의 성과 함께 이름을 성인(誠仁)으로 하사하여 자헌대부(資憲大夫, 정 2품 문무관)로 동지중추부사(同知中樞府事)의 교지(敎旨)를 내렸다. 그 후 벼슬에서 물러나 경북(慶北) 청도군(淸道郡) 풍각면(豊角面) 함박동(咸博洞)에 일생을 마쳤다. 후손들은 그가 처음 들어온 김해(金海)를 관향으로 삼아 세계를 이어왔다.
대한민국이 개국한 이후, 김성인의 후손들이 대종회를 결성하였고, 본관 이름을 함박 김씨로 하였다. 김성인의 후손들은 대부분 김해를 관향으로 하고 있는데, 족보가 남아 있지 않아 정확한 자손의 수는 파악하지 못하고 있다고 한다. 2010년에 4천여명 정도만 함박으로 본관이 변경되었고, 그 외 인원은 정확히 파악하지 못하고 있다고 한다. 대종회에서는 후손들의 자발적인 참여를 바라고 있다고 밝혔다. 김성인계 김해 김씨는 세보의 실전으로 확인이 안될 뿐 현재에도 존속하는 본관이다.

## 인물
- 김귀성(金貴成) : 병자호란에 참전하여 공적을 세웠다.
- 김흥발(金興發) : 인조(仁祖) 때 무과에 급제하여 무용(武勇)을 떨쳤다.
- 김득추(金得秋) : 1733년, 영조 9년의 인물이다.
- 김수태(金守泰) : 김득추의 아들로 가선대부(嘉善大夫)을 지냈다.

## 같이 보기
- 우록 김씨
- 화순 송씨
- 성진 즙씨